# 刘纯夫
刘纯夫（1925年—），男，山东栖霞人，中华人民共和国政治人物，曾任四川省人民政府副省长，四川省政协副主席。